# WTA-seizoen 1999
|                                                                                          |  |  |
| Winnaressen van de meeste enkelspeltitels: Lindsay Davenport (li) en Martina Hingis (re) |  |  |

De WTA organiseerde in het seizoen 1999 onderstaande tennistoernooien.

## Winnaressen enkelspel met meer dan twee titels
| speelster         | aantal titels |
| ----------------- | ------------- |
| Lindsay Davenport | 7             |
| Martina Hingis    | 7             |
| Venus Williams    | 6             |
| Serena Williams   | 5             |

## WTA-toernooikalender 1999
| Startdatum hoofdtoernooi | Officiële naam van het toernooi | Land, stad                           | Cat.     | ($)       | Ondergrond        | Winnares enkelspel      |         |
| ------------------------ | ------------------------------- | ------------------------------------ | -------- | --------- | ----------------- | ----------------------- | ------- |
| 1999-01-03               | Thalgo Hardcourt Champ's        | Australië, Hope Island               | Tier III | 180.000   | hardcourt, buiten | Patty Schnyder          | details |
| 1999-01-04               | ASB Bank Classic                | Nieuw-Zeeland, Auckland              | Tier IVb | 112.500   | hardcourt, buiten | Julie Halard-Decugis    | details |
| 1999-01-10               | Adidas International            | Australië, Sydney                    | Tier II  | 420.000   | hardcourt, buiten | Lindsay Davenport       | details |
| 1999-01-10               | ANZ Tasmanian Int'l             | Australië, Hobart                    | Tier IVb | 112.500   | hardcourt, buiten | Chanda Rubin            | details |
| 1999-01-18               | Australian Open                 | Australië, Melbourne                 | G.S.     | 3.124.386 | hardcourt, buiten | Martina Hingis          | details |
| 1999-02-02               | Toray Pan Pacific Open          | Japan, Tokio                         | Tier I   | 1.000.000 | tapijt, binnen    | Martina Hingis          | details |
| 1999-02-08               | Nokia Cup                       | Tsjechië, Prostějov                  | Tier IVb | 112.500   | tapijt, binnen    | Henrieta Nagyová        | details |
| 1999-02-15               | Copa Colsanitas                 | Colombia, Bogota                     | Tier IVa | 142.500   | gravel, buiten    | Fabiola Zuluaga         | details |
| 1999-02-15               | Faber Grand Prix                | Duitsland, Hannover                  | Tier II  | 520.000   | tapijt, binnen    | Jana Novotná            | details |
| 1999-02-22               | IGA Superthrift Classic         | Verenigde Staten, Oklahoma           | Tier III | 180.000   | hardcourt, binnen | Venus Williams          | details |
| 1999-02-22               | Open Gaz de France              | Frankrijk, Parijs                    | Tier II  | 520.000   | tapijt, binnen    | Serena Williams         | details |
| 1999-03-05               | Evert Cup                       | Verenigde Staten, Indian Wells       | Tier I   | 1.300.000 | hardcourt, buiten | Serena Williams         | details |
| 1999-03-18               | The Lipton Champ’s              | Verenigde Staten, Miami              | Tier I   | 1.950.000 | hardcourt, buiten | Venus Williams          | details |
| 1999-03-29               | Family Circle Cup               | Verenigde Staten, Hilton Head Island | Tier I   | 1.050.000 | gravel, buiten    | Martina Hingis          | details |
| 1999-04-05               | Bausch & Lomb Champ's           | Verenigde Staten, Amelia Island      | Tier II  | 520.000   | gravel, buiten    | Monica Seles            | details |
| 1999-04-05               | Estoril Open                    | Portugal, Lissabon                   | Tier IVa | 142.500   | gravel, buiten    | Katarina Srebotnik      | details |
| 1999-04-12               | Japan Open                      | Japan, Tokio                         | Tier III | 180.000   | hardcourt, buiten | Amy Frazier             | details |
| 1999-04-19               | Dreamland Egypt Classic         | Egypte, Caïro                        | Tier III | 180.000   | gravel, buiten    | Arantxa Sánchez Vicario | details |
| 1999-04-19               | Westel 900 Budapest Open        | Hongarije, Boedapest                 | Tier IVa | 142.500   | gravel, buiten    | Sarah Pitkowski         | details |
| 1999-04-26               | Croatian Bol Ladies Open        | Kroatië, Bol                         | Tier IVa | 142.500   | gravel, buiten    | Corina Morariu          | details |
| 1999-04-27               | Betty Barclay Cup               | Duitsland, Hamburg                   | Tier II  | 520.000   | gravel, buiten    | Venus Williams          | details |
| 1999-05-03               | Italian Open                    | Italië, Rome                         | Tier I   | 1.050.000 | gravel, buiten    | Venus Williams          | details |
| 1999-05-03               | Warsaw Cup                      | Polen, Warschau                      | Tier IVb | 112.500   | gravel, buiten    | Cristina Torrens        | details |
| 1999-05-10               | Flanders Women's Open           | België, Antwerpen                    | Tier IVb | 112.500   | gravel, buiten    | Justine Henin           | details |
| 1999-05-11               | German Open                     | Duitsland, Berlijn                   | Tier I   | 1.050.000 | gravel, buiten    | Martina Hingis          | details |
| 1999-05-17               | Internationaux de Strasbourg    | Frankrijk, Straatsburg               | Tier III | 190.000   | gravel, buiten    | Jennifer Capriati       | details |
| 1999-05-17               | Open Paginas Amarillas          | Spanje, Madrid                       | Tier III | 180.000   | gravel, buiten    | Lindsay Davenport       | details |
| 1999-05-24               | Roland Garros                   | Frankrijk, Parijs                    | G.S.     | 4.407.123 | gravel, buiten    | Steffi Graf             | details |
| 1999-06-07               | DFS Classic                     | Verenigd Koninkrijk, Birmingham      | Tier III | 180.000   | gras, buiten      | Julie Halard-Decugis    | details |
| 1999-06-07               | Tashkent Open                   | Oezbekistan, Tasjkent                | Tier IVb | 112.500   | hardcourt, buiten | Anna Smashnova          | details |
| 1999-06-14               | Direct Line International       | Verenigd Koninkrijk, Eastbourne      | Tier II  | 520.000   | gras, buiten      | Natallja Zverava        | details |
| 1999-06-14               | Heineken Trophy                 | Nederland, Rosmalen                  | Tier III | 180.000   | gras, buiten      | Kristina Brandi         | details |
| 1999-06-21               | Wimbledon                       | Verenigd Koninkrijk, Londen          | G.S.     | 4.732.303 | gras, buiten      | Lindsay Davenport       | details |
| 1999-07-05               | Egger Tennis Festival           | Oostenrijk, Pörtschach               | Tier IVb | 112.500   | gravel, buiten    | Karina Habšudová        | details |
| 1999-07-12               | Prokom Open                     | Polen, Sopot                         | Tier III | 180.000   | gravel, buiten    | Conchita Martínez       | details |
| 1999-07-12               | Internazionali Femminili        | Italië, Palermo                      | Tier IVa | 142.500   | gravel, buiten    | Anastasija Myskina      | details |
| 1999-07-26               | Bank of the West Classic        | Verenigde Staten, Stanford           | Tier II  | 520.000   | hardcourt, buiten | Lindsay Davenport       | details |
| 1999-08-02               | Sanex Trophy                    | België, Knokke-Heist                 | Tier IVb | 112.500   | gravel, buiten    | María Sánchez Lorenzo   | details |
| 1999-08-02               | TIG Classic                     | Verenigde Staten, San Diego          | Tier II  | 520.000   | hardcourt, buiten | Martina Hingis          | details |
| 1999-08-09               | Acura Classic                   | Verenigde Staten, Los Angeles        | Tier II  | 520.000   | hardcourt, buiten | Serena Williams         | details |
| 1999-08-16               | Omnium du Maurier               | Canada, Toronto                      | Tier I   | 1.050.000 | hardcourt, buiten | Martina Hingis          | details |
| 1999-08-22               | Pilot Pen                       | Verenigde Staten, New Haven          | Tier II  | 520.000   | hardcourt, buiten | Venus Williams          | details |
| 1999-08-30               | US Open                         | Verenigde Staten, New York           | G.S.     | 6.235.000 | hardcourt, buiten | Serena Williams         | details |
| 1999-09-20               | Seat Open                       | Luxemburg, Luxemburg                 | Tier III | 180.000   | tapijt, binnen    | Kim Clijsters           | details |
| 1999-09-20               | Toyota Princess Cup             | Japan, Tokio                         | Tier II  | 520.000   | hardcourt, buiten | Lindsay Davenport       | details |
| 1999-09-28               | Grand Slam Cup                  | Duitsland, München                   | ITF      | 2.450.000 | hardcourt, binnen | Serena Williams         | details |
| 1999-10-04               | Porsche Tennis Grand Prix       | Duitsland, Filderstadt               | Tier II  | 520.000   | hardcourt, binnen | Martina Hingis          | details |
| 1999-10-04               | Brasil Open                     | Brazilië, São Paulo                  | Tier IVa | 142.500   | gravel, buiten    | Fabiola Zuluaga         | details |
| 1999-10-10               | Swisscom Challenge              | Zwitserland, Zürich                  | Tier I   | 1.050.000 | hardcourt, binnen | Venus Williams          | details |
| 1999-10-18               | EuroTel Slovak                  | Slowakije, Bratislava                | Tier IVb | 112.500   | hardcourt, binnen | Amélie Mauresmo         | details |
| 1999-10-18               | Kremlin Cup                     | Rusland, Moskou                      | Tier I   | 1.050.000 | tapijt, binnen    | Nathalie Tauziat        | details |
| 1999-10-25               | Generali Ladies                 | Oostenrijk, Linz                     | Tier II  | 520.000   | hardcourt, binnen | Mary Pierce             | details |
| 1999-11-01               | Bell Challenge                  | Canada, Québec                       | Tier III | 180.000   | hardcourt, binnen | Jennifer Capriati       | details |
| 1999-11-01               | Sparkassen Cup                  | Duitsland, Leipzig                   | Tier II  | 520.000   | tapijt, binnen    | Nathalie Tauziat        | details |
| 1999-11-08               | Wismilak International          | Maleisië, Kuala Lumpur               | Tier III | 180.000   | hardcourt, buiten | Åsa Carlsson            | details |
| 1999-11-08               | Advanta Championships           | Verenigde Staten, Philadelphia       | Tier II  | 520.000   | tapijt, binnen    | Lindsay Davenport       | details |
| 1999-11-15               | Volvo Women's Open              | Thailand, Pattaya                    | Tier IVb | 112.500   | hardcourt, buiten | Magdalena Maleeva       | details |
| 1999-11-15               | WTA Tour Championships          | Verenigde Staten, New York           | WTA      | 2.000.000 | tapijt, binnen    | Lindsay Davenport       | details |

## Primeurs
Speelsters die in 1999 hun eerste WTA-enkelspeltitel wonnen:
- Fabiola Zuluaga (Colombia) in Bogota, Colombia
- Serena Williams (VS) in Parijs, Frankrijk
- Katarina Srebotnik (Slovenië) in Lissabon, Portugal
- Sarah Pitkowski (Frankrijk) in Boedapest, Hongarije
- Corina Morariu (VS) in Bol, Kroatië
- Cristina Torrens Valero (Spanje) in Warschau, Polen
- Justine Henin (België) in Antwerpen, België
- Anna Smashnova (Israël) in Tasjkent, Oezbekistan
- Kristina Brandi (Puerto Rico) in Rosmalen, Nederland
- Karina Habšudová (Slowakije) in Pörtschach, Oostenrijk
- Anastasija Myskina (Rusland) in Palermo, Italië
- María Sánchez Lorenzo (Spanje) in Knokke-Heist, België
- Kim Clijsters (België) in Luxemburg, Luxemburg
- Amélie Mauresmo (Frankrijk) in Bratislava, Slowakije
- Åsa Carlsson (Zweden) in Kuala Lumpur, Maleisië